# Terpsiphone bedfordi
Terpsiphone bedfordi là một loài chim trong họ Monarchidae.